# Mazus goodeniifolius
Mazus goodeniifolius är en tvåhjärtbladig växtart som först beskrevs av Jens Wilken Hornemann, och fick sitt nu gällande namn av Francis Whittier Pennell. Mazus goodeniifolius ingår i släktet Mazus och familjen Mazaceae. Inga underarter finns listade i Catalogue of Life.